# József Grassy
József Grassy (Szőlős, 31 december 1894 - Žabalj, 5 november 1946) was een Hongaars officier en SS-Gruppenführer (generaal-majoor) en Generalleutnant in de Waffen-SS tijdens de Tweede Wereldoorlog. Hij voerde het bevel over de 25. Waffen-Grenadier-Division der SS Hunyadi (ungarische Nr. 1) en 26. Waffen-Grenadier-Division der SS (ungarische Nr. 2). Na de oorlog moest hij terechtstaan en werd hij veroordeeld voor oorlogsmisdrijven en terechtgesteld.

## Leven
Op 31 december 1894 werd József Grassy geboren in Szőlős. Hij was de zoon van een rentmeester, van Italiaanse afkomst (officieel Grassi). Hij ging naar een katholieke school, en behaalde zijn diploma. Vanaf 1908 tot 1912 ging Grassy naar de cadettenschool voor de infanterie in Ödenburg. Vervolgens ging hij naar de Ludovika-academie in Boedapest. 

### Eerste Wereldoorlog
Na zijn afstuderen, ging hij als Hadnagy (tweede luitenant) naar het Landweer Infanterieregiment Nr 20 "Nagy-Kanisza". Met deze eenheid diende Grassy tot het einde van de oorlog aan het front. Op 1 mei 1915 werd hij bevorderd tot Főhadnagy  (eerste luitenant). Grassy raakte op 28 augustus 1915 gewond. Na zijn herstel werd hij opnieuw geplaatst bij het Landweer Infanterieregiment Nr 20 "Nagy-Kanisza" en werd benoemd tot compagniecommandant van de 1e compagnie. Op 16 juni 1916 raakt Grassy opnieuw gewond, en kwam in een veldhospitaal terecht. Hierna nam hij commando van de 2e compagnie op zich, daar diende hij tot de zomer van 1917. Op 10 mei 1917 werd Grassy overgeplaatst als commandant van de MG-compagnie in het Landweer Infanterieregiment Nr 20 "Nagy-Kanisza". Aan het einde van de oorlog werd hij als stafofficier toegewezen aan de Generale Staf aan het Italiaans front. In 1919 nam Grassy deel aan het neerslaan van een communistische opstand in Hongarije. Hij nam samen met 30 manschappen de Josef-telefooncentrale van Boedapest over en raakte voor een korte tijd in de handen van de communisten.

### Interbellum
Van 21 maart 1920 tot 1 maart 1922 werd Grassy als instructeur ingezet aan de Ludovika-academie in Boedapest. Op 1 maart 1922 werd hij bevorderd tot Százados (kapitein). Hij werd als stafofficier geplaatst in het 1e Hongaarse Infanterieregiment "Maria Theresia". In 1925 werd Grassy bevorderd tot Õrnagy (majoor). Na zijn bevordering werd hij benoemd tot regimentscommandant van het 1e Hongaarse Infanterieregiment "Maria Theresia". Hierna volgde zijn bevordering tot Alezredes (luitenant-kolonel). Grassy werd als stafchef van het 3e Hongaarse Gemechaniseerde Brigade in Steinamanger ingezet. In 1936 werd hij benoemd tot ridder in de Vitézi Rend. Hierna werd Grassy vanaf 1 januari 1936 als leraar tactiek aan de Ludovika-academie in Boedapest ingezet. Op 1 november 1938 werd Grassy bevorderd tot Ezredes (kolonel). Hij werd nu als stafchef van het 4e Hongaarse Legerkorps ingezet. Hierna volgde Grassy benoeming tot commandant van het 7e Hongaarse Infanterieregiment "Zrinyi Miklos", gestationeerd in Kecskemét. 

### Tweede Wereldoorlog
Grassy werd overgeplaatst naar het ministerie van Defensie, en werd als 2e Generale Stafofficier ingezet in de sectie luchtvaart. Op 1 maart 1941 werd hij benoemd tot chef van de 4e afdeling (luchtmachtorganisatie) in het ministerie van Defensie. Op 1 augustus 1941 volgde zijn overplaatsing naar de 15e Hongaarse Infanteriebrigade in Kecskemét, later werd de brigade verplaatst naar Fünfkirchen. Samen met zijn superieur, generaal Ferenc Feketehalmy-Czeydner, arresteerde zij 7000 personen voor mogelijke betrokkenheid in partizanenactiviteiten. Hiervan werden er 3300 geëxecuteerd. Grassy werd overgeplaatst naar het Oostfront als commandant van de 13e Koninklijke Hongaarse lichte Divisie. Op 1 april 1942 werd Grassy bevorderd tot Vezérörnagy (generaal-majoor). Hierna werd hij op 15 november 1942 teruggeplaatst naar het Koninklijke ministerie van Defensie, en werd als chef van trainingsgroep van de Generale Staf, en chef van het 2e departement (training staf) ingezet. Daarop volgend werd hij benoemd tot hoofd van de 2e groep (training staf) in de Koninklijke Hongaarse Generale Staf. 
Op 15 december 1943 werd Grassy voor een speciale rechtbank van de Koninklijke Generale Staf gebracht, hij moest terechtstaan voor het Bloedbad van Novi Sad. Hij en Ferenc Feketehalmy-Czeydner werden veroordeeld tot de dood, en ontslagen uit het leger. Grassy werd samen met de andere veroordeelde op borgtocht vrijgelaten. Op 1 januari 1944 vluchtte hij samen met Ferenc Feketehalmy-Czeydner, en met de hulp van de Oostenrijkse aartshertog Albrecht naar Nazi-Duitsland en vroeg politiek asiel aan. Op 16 januari 1944 zetten de Duitsers hem in de gevangenis, op 1 maart 1944 werd hij vrijgelaten.
Waffen-SS
Na zijn vrijlating werd hij op 1 maart 1944 opgenomen in de Waffen-SS. Hij werd ingeschaald als WA-Brigadeführer der SS (brigadegeneraal) en werd als "aktiver Führer" geplaatst in het 9. SS-Panzer-Division Hohenstaufen. Tijdens zijn plaatsing in het 9. SS-Panzer-Division Hohenstaufen, nam Grassy deel aan een 14e leergang voor divisiecommandanten in Hirschberg. 
Op 10 oktober 1944 werd Grassy benoemd tot leider van de formatiestaf van het 25. Waffen-Grenadier-Division der SS Hunyadi (ungarische Nr. 1) in Zuid-Hongarije. Hij werd gereactiveerd als officier in het Koninklijk Hongaars Leger. Hierna ging hij op verlof naar Boedapest, en was betrokken bij de Jodendeportaties. Op 2 november 1944 werd hij als tactisch leider onder de SS-Standartenführer Thomas Müller geplaatst in het 25. Waffen-Grenadier-Division der SS Hunyadi (ungarische Nr. 1) en werd op 1 december 1944 door de Szálasi bevorderd tot Feldmarschalleutnant (veldmaarschalk-luitenant), andere bronnen vermelden: Altábornagy (luitenant-generaal). Op 25 maart 1945 werd Grassy belast met het leiderschap over de 26. Waffen-Grenadier-Division der SS (ungarische Nr. 2), hij volgde hiermee de SS-Brigadeführer Berthold Maack op. Tijdens een auto-ongeluk raakte Grassy tussen Traunstein en Bad Reichenhall op 6 mei 1945 gewond, en werd naar een Wehrmacht-veldhospitaal gebracht.

## Na de oorlog
Op 1 juni 1945 werd hij door OSS-agenten daar gearresteerd en naar de gevangenis in Neurenberg gebracht. In november 1945 werd Grassy uitgeleverd aan de Republiek Hongarije. Na zijn herstel werd hij op 8 januari 1946 veroordeeld tot de dood. Op 31 januari 1946 werd hij uitgeleverd aan Socialistische Federale Republiek Joegoslavië, en daar in een ziekenhuis in Novi Sad verpleegd. Grassy werd door een partizanenrechtbank op 4 november 1946 veroordeeld tot de dood. Op 5 november 1946 werd hij opgehangen.

## Carrière
Grassy bekleedde verschillende rangen in zowel de Koninklijk Hongaars Leger als Waffen-SS. De volgende tabel laat zien dat de bevorderingen niet synchroon liepen.
| Datum                             | Oostenrijks-Hongaars leger   | Hongaars Nationaal Leger | Koninklijk Hongaars Leger        | Waffen-SS                                           |
| --------------------------------- | ---------------------------- | ------------------------ | -------------------------------- | --------------------------------------------------- |
| 1 augustus 1914                   | Hadnagy (Tweede luitenant)   | —                        | —                                | —                                                   |
| 1 mei 1915                        | Főhadnagy (Eerste luitenant) | —                        | —                                | —                                                   |
| 1 maart 1922                      | —                            | Százados (Kapitein)      | —                                | —                                                   |
| 1 november 1930                   | —                            | —                        | Õrnagy (Majoor)                  | —                                                   |
| 1 november 1934                   | —                            | —                        | Alezredes (Luitenant-kolonel)    | —                                                   |
| 1 november 1938                   | —                            | —                        | Ezredes (Kolonel)                | —                                                   |
| 1 april 1942                      | —                            | —                        | Vezérörnagy (Generaal-majoor)    | —                                                   |
| 1 maart 1944                      | —                            | —                        | —                                | SS-Brigadeführer en Generalmajor in de Waffen-SS    |
| 1 december 1944 - 1 november 1944 | —                            | —                        | Altábornagy (Luitenant-generaal) | —                                                   |
| 28 januari 1945 (hernoemd)        | —                            | —                        | —                                | WA-Brigadeführer en Generalmajor in de Waffen-SS    |
| 23 februari 1945                  | —                            | —                        | —                                | WA-Gruppenführer der SS                             |
| 25 maart 1945 (hernoemd)          | —                            | —                        | —                                | SS-Gruppenführer en Generalleutnant in de Waffen-SS |

- Opmerking rang: József Grassy, was een voormalige officier van het Hongaarse leger. Hij was geen lid van de Allgemeine-SS, want die bestond niet in Hongarije. De Reichsführer Heinrich Himmler had hem een enigszins afwijkende militaire rang gegeven. Door de toevoeging van WA voor de rang. De buitenlandse vrijwilligers werden ook niet in de Dienstalterslisten der SS opgetekend, en kregen ook geen SS-nummer.[21]

- Op 23 februari 1945 gaf het SS-Personalhauptamt aan dat Grassy zich Waffenführer der SS moest noemen.[6][11]

## Onderscheidingen
Selectie:
- IJzeren Kruis 1939, 1e Klasse[3] en 2e Klasse[3] (beide klassen in 1944[2])
- Signum Laudis in 
  - Zilver met Zwaarden in 1917[2][3]
  - Brons met Zwaarden in 1916[2][3]
- Gewondenmedaille met Drie verwondingen[3]
- Karel-Troepen-Kruis[3]
- Kruis voor Militaire Verdienste (Oostenrijk-Hongarije)
  - Met Zwaarden en Oorlogsdecoratie in december[2] 1917[3]
  - Met Zwaarden en Gesp in 1918[3]
- Officier in de Orde van Verdienste[3]

## Afkorting
- mit der Führung beauftragt (m. d. F. b.) - vrije vertaling: met het leiderschap belast